# Concurso Internacional de Guitarra Alhambra
Der Concurso Internacional de Guitarra Alhambra (deutsch: Internationaler Gitarrenwettbewerb Alhambra) ist ein internationaler Wettbewerb für klassische Gitarristen, der alle zwei Jahre im Palau de la Música in Valencia stattfindet.

## Hintergrund
Der Gitarrenwettbewerb wurde 1990 von Manufacturas Alhambra S.L., einem Hersteller klassischer Gitarren aus Muro in Spanien, anlässlich ihres 25-jährigen Bestehens gegründet. Er hat sich zu einem renommierten Wettbewerb für junge Gitarristen entwickelt. Die Teilnahme ist für Gitarristen unter 35 Jahren möglich. Frühere Gewinner des ersten Preises dürfen in späteren Jahren nicht mehr am Wettbewerb teilnehmen. Der Gewinner und die Finalisten des Wettbewerbes erhalten Geldpreise. In den letzten Jahren hat der Concurso Internacional de Guitarra Alhambra zusätzlich einen Publikumspreis sowie Sonderpreise zur Förderung der spanischen Gitarrenkomposition vergeben. Der Wettbewerb ist für die Öffentlichkeit zugänglich.

## Liste bisheriger Gewinner
| Jahr | 1. Preis                                                                                             | 1. Preis                                                                                             | 2. Preis                                                                                             | 2. Preis                                                                                             | 3. Preis                                                                                             | 3. Preis                                                                                             | Finalist                                                                                             | Finalist                                                                                             |
| ---- | --- | --- | --- | --- | --- | --- | --- | --- |
| 2024 | Julia Trintschuk                                                                                     | Deutschland                                                                                          | Marko Topchii                                                                                        | Ukraine                                                                                              | Yong-heon Ahn und Sohta Nakabayashi (ex-aequo)                                                       | Südkorea und Japan                                                                                   | – | – |
| 2022 | Ausias Parejo Calabuig                                                                               | Spanien                                                                                              | Marko Topchii                                                                                        | Ukraine                                                                                              | Luis Guevara                                                                                         | Chile                                                                                                | Javier García Verdugo                                                                                | Spanien                                                                                              |
| 2020 | Der Concurso Internacional de Guitarra Alhambra 2020 fand aufgrund der COVID-19-Pandemie nicht statt | Der Concurso Internacional de Guitarra Alhambra 2020 fand aufgrund der COVID-19-Pandemie nicht statt | Der Concurso Internacional de Guitarra Alhambra 2020 fand aufgrund der COVID-19-Pandemie nicht statt | Der Concurso Internacional de Guitarra Alhambra 2020 fand aufgrund der COVID-19-Pandemie nicht statt | Der Concurso Internacional de Guitarra Alhambra 2020 fand aufgrund der COVID-19-Pandemie nicht statt | Der Concurso Internacional de Guitarra Alhambra 2020 fand aufgrund der COVID-19-Pandemie nicht statt | Der Concurso Internacional de Guitarra Alhambra 2020 fand aufgrund der COVID-19-Pandemie nicht statt | Der Concurso Internacional de Guitarra Alhambra 2020 fand aufgrund der COVID-19-Pandemie nicht statt |
| 2018 | Pedro Aguiar                                                                                         | Brasilien                                                                                            | Takuya Okamoto                                                                                       | Japan                                                                                                | José Alejandro Córdova Hernández                                                                     | Mexiko                                                                                               | Ji Hyung Park                                                                                        | Südkorea                                                                                             |
| 2016 | Andrea González Caballero                                                                            | Spanien                                                                                              | Marko Topchii                                                                                        | Ukraine                                                                                              | Mircea-Stefan Gogoncea                                                                               | Rumänien                                                                                             | Isabel Sánchez Millán                                                                                | Spanien                                                                                              |
| 2014 | Ali Arango                                                                                           | Kuba                                                                                                 | Anton Baranov                                                                                        | Russland                                                                                             | Hugo Molto Medina                                                                                    | Spanien                                                                                              | Thomas Viloteau                                                                                      | Frankreich                                                                                           |
| 2012 | Kyuhee Park                                                                                          | Südkorea                                                                                             | Emanuele Buono                                                                                       | Italien                                                                                              | Emerson Salazar                                                                                      | Chile                                                                                                | Andrea González                                                                                      | Spanien                                                                                              |
| 2010 | Rafael Aguirre Miñarro                                                                               | Spanien                                                                                              | Srdjan Bulat                                                                                         | Kroatien                                                                                             | Jorge Caballero                                                                                      | Peru                                                                                                 | Fernando Espí Cremades                                                                               | Spanien                                                                                              |
| 2008 | Irina Kulikova                                                                                       | Russland                                                                                             | Esteban Espinoza                                                                                     | Chile                                                                                                | Isaac Bustos                                                                                         | Nicaragua                                                                                            | Li Meng Yi                                                                                           | Volksrepublik China                                                                                  |
| 2006 | Juuso Nieminen                                                                                       | Finnland                                                                                             | Anders Clemens Oien                                                                                  | Norwegen                                                                                             | Bertrand Pietu                                                                                       | Frankreich                                                                                           | Alí Jorge Arango Marcano                                                                             | Kuba                                                                                                 |
| 2004 | Goran Krivokapic                                                                                     | Montenegro                                                                                           | Marco Tamayo                                                                                         | Kuba                                                                                                 | Johan Fostier                                                                                        | Belgien                                                                                              | David Martínez García                                                                                | Spanien                                                                                              |
| 2002 | Graham Anthony Devine                                                                                | Vereinigtes Königreich                                                                               | José Antonio Escobar Olivos                                                                          | Chile                                                                                                | Goran Krivokapic                                                                                     | Jugoslawien                                                                                          | Grzegorz Krawiec                                                                                     | Polen                                                                                                |
| 2000 | Marcin Dylla                                                                                         | Polen                                                                                                | Fotis Koutsothodoros                                                                                 | Griechenland                                                                                         | Johan Fostier                                                                                        | Belgien                                                                                              | Graham Anthony Devine                                                                                | Vereinigtes Königreich                                                                               |
| 1998 | Ricardo Jesús Gallen García                                                                          | Spanien                                                                                              | Marcin Dylla                                                                                         | Polen                                                                                                | Nangialai Nashir                                                                                     | Afghanistan                                                                                          | Dae-Kun Jang                                                                                         | Südkorea                                                                                             |
| 1996 | Denis Azabagić                                                                                       | Bosnien und Herzegowina                                                                              | Zoran Dukic                                                                                          | Niederlande                                                                                          | Nuria Mora Fernández                                                                                 | Spanien                                                                                              | – | – |
| 1994 | Iván Rijos Guzmán                                                                                    | Puerto Rico                                                                                          | Denis Azabagić                                                                                       | Bosnien und Herzegowina                                                                              | Antonio Manuel Duro Herrera                                                                          | Spanien                                                                                              | María Dolores Gutiérrez Viloria                                                                      | Spanien                                                                                              |
| 1990 | Eduardo Baranzano Fernández                                                                          | Uruguay                                                                                              | Margarita García Escarpa                                                                             | Spanien                                                                                              | Carlos Oramas Cabrera                                                                                | Spanien                                                                                              | Alexander Sergei Ramírez                                                                             | Deutschland                                                                                          |